# István Sarlós

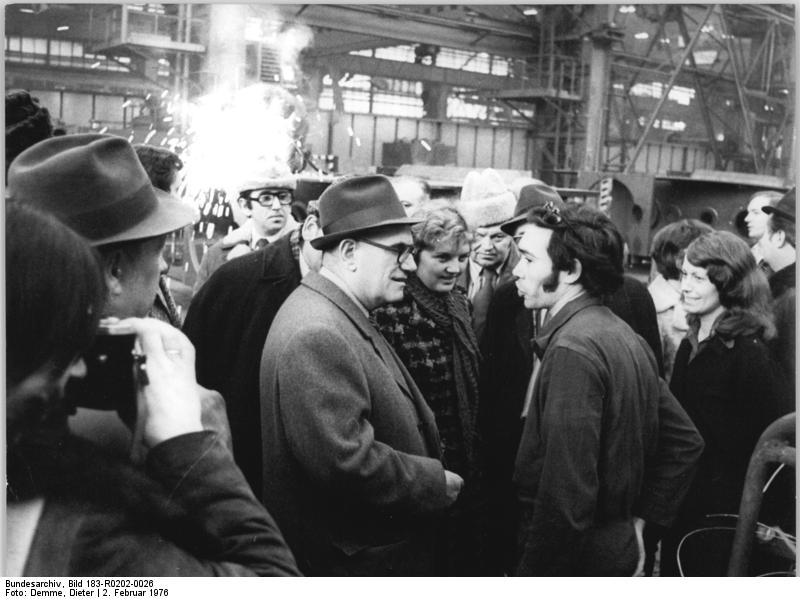
István Sarlós (Bildmitte) im Gespräch mit Mitarbeitern des VEB Kombinat Umformtechnik „Herbert Warnke“ in Erfurt (2. Februar 1976)

István Sarlós (* 30. Oktober 1921 in Budapest; † 19. Juni 2006 ebenda) war ein ungarischer Politiker in der Kommunistischen Partei KMP (Kommunisták Magyarországi Pártja), der Partei der Ungarischen Werktätigen MDP (Magyar Dolgozók Pártja) sowie schließlich der Ungarischen Sozialistischen Arbeiterpartei MSZMP (Magyar Szocialista Munkáspárt), der unter anderem Chefredakteur der Tageszeitung Népszabadság, Vize-Ministerpräsident, vom 19. Dezember 1984 bis zum 29. Juni 1988 Präsident des Parlaments (Országgyűlés) sowie zuletzt von 1988 bis 1989 Vize-Staatspräsident war. Auf dem XI. Parteikongress am 22. März 1975 wurde er zum Mitglied des Politbüro des ZK der MSZMP gewählt und gehörte diesem obersten Führungsgremium der Ungarischen Sozialistischen Arbeiterpartei bis zum 23. Juni 1987 an.

## Leben

### Berufsausbildung, Zweiter Weltkrieg und Parteifunktionär
Sarlós, Sohn eines Hüttenarbeiters, trat nach dem Abschluss des Gymnasiums 1939 als Mitglied der Sozialdemokratischen Partei MSZDP (Magyarországi Szociáldemokrata Párt) und engagierte sich in dieser als Jugendsekretär. Zur gleichen Zeit begann er Berufsausbildung beim Exportunternehmen Export Külker Vállalatnál und wechselte danach als Angestellter zur Konservenfabrik Weiss Manfréd Konzervgyárban. Während des Zweiten Weltkrieges wurde er 1942 zum Militärdienst eingezogen und fand Verwendung in der Maria-Theresia-Kaserne in Kassa. Nach einer Verwendung wurde er im Garnisonslazarett und später im Wirtschaftsamt der Kaserne eingesetzt, ehe er 1944 in Kriegsgefangenschaft geriet und sich im Anschluss in einem Kriegsgefangenenlager in Westeuropa befand.
Nach der Entlassung aus der Gefangenschaft kehrte Sarlós im September 1945 nach Ungarn zurück und wurde im Dezember 1945 Zweiter Sekretär der MSZDP in einem Komitat. Nach der Gründung der Partei der Ungarischen Werktätigen MDP (Magyar Dolgozók Pártja) wurde er im Mai 1948 als Parteikader aufgenommen und nach einer fünfmonatigen Ausbildung an einer Parteischule in Budapest erst Mitarbeiter der Organisationsabteilung sowie danach Leiter der Abteilung Agitation und Propaganda der Ungarisch-Sowjetischen Gesellschaft (Magyar-Szovjet Társaság), ehe er von 1955 bis April 1956 kommissarischer Vorsitzender dieser Gesellschaft war.
Neben seiner Tätigkeit bei der Ungarisch-Sowjetischen Gesellschaft absolvierte er ein Lehramtsstudium in den Fächern ungarische Sprache und Literaturwissenschaften an der Eötvös-Loránd-Universität (ELTE) und schloss dieses 1956 mit einem Diplom als Gymnasiallehrer. Im Anschluss wurde er stellvertretender Leiter der Abteilung für Organisation und Propaganda beim Verband für Zivilverteidigung MOHOSZ (Magyar Önkéntes Honvédelmi Szövetség) und leistete nach dem Volksaufstand vom 10. Dezember 1956 bis Februar 1957 Militärdienst beim Budapester Miliz-Regiment.

### Kommunalpolitiker in Budapest, Abgeordneter und ZK-Mitglied
Danach war er zunächst an der Neuorganisation des MOHOSZ beteiligt, ehe er im Juni 1957 Mitarbeiter in der Parteizentrale der aus der MDP hervorgegangenen Ungarischen Sozialistischen Arbeiterpartei MSZMP (Magyar Szocialista Munkáspárt) wurde. Im Mai 1958 wurde er stellvertretender Leiter der Sektion Kultur in der Abteilung für Agitation und Propaganda und dann Leiter dieser Sektion. Am 1. August 1959 erfolgte seine Wahl zum Ersten Sekretär der MSZMP-Bezirksleitung des aus Terézváros bestehenden sechsten Bezirks von Budapest.
Daraufhin fungierte er vom 11. März 1963 bis zum 1. Dezember 1970 als Mitglied und Vorsitzender des Stadtrates von Budapest. Damit war er de facto Nachfolger von József Veres Bürgermeister von Budapest und übergab diesen Posten dann an Lajos Kelemen.
Sarlós wurde am 24. Februar 1963 auf der Liste der Patriotischen Volksfront (Hazafias Népfront) erstmals zum Abgeordneten des Parlaments (Országgyűlés) gewählt und vertrat danach seit dem 19. März 1967 den 14. Wahlkreis von Budapest sowie seit dem 15. Juni 1975 den 15. Wahlkreis von Budapest. Danach war er seit dem 8. Juni 1980 Abgeordneter des Parlaments für den 6. Wahlkreis des Komitat Vas sowie zuletzt wieder seit dem 8. Juni 1985 erneut Vertreter der Reserveliste der Patriotischen Volksfront.
Auf dem IX. Parteikongress wurde er am 3. Dezember 1966 Mitglied des Zentralkomitees (ZK) der MSZMP und gehörte diesem bis zum 1. September 1989 an.

### Chefredakteur vonNépszabadság, Generalsekretär der Patriotischen Volksfront
Am 1. Dezember 1970 wurde Sarlós Nachfolger von János Gosztonyi als Chefredakteur von Népszabadság, der auflagenstärksten überregionalen Tageszeitung Ungarns. Zugleich wurde er Mitglied des Nationalrates der Patriotischen Volksfront (Hazafias Népfront), in dem als Dachverband die Massenorganisationen, sozialen und kulturellen Organisationen der Volksrepublik Ungarn organisiert waren. Zugleich war er in dieser Zeit von 1970 bis 1974 Mitglied der Kommission der MSZMP für Propaganda und Agitation.
Am 21. März 1974 wurde er als Chefredakteur von Népszabadság durch István Katona abgelöst, nach dem er selbst Generalsekretär des Nationalrates der Patriotischen Volksfront gewählt wurde und bekleidete diese Funktion bis zum 24. Juni 1984.
Auf dem XI. Parteikongress am 22. März 1975 wurde er zum Mitglied des Politbüros des ZK der MSZMP gewählt und gehörte diesem obersten Führungsgremium der Ungarischen Sozialistischen Arbeiterpartei bis zum 23. Juni 1987 an.

### Vize-Ministerpräsident, Parlamentspräsident und Vize-Staatspräsident
Nach achtjähriger Tätigkeit in der Volksfront wurde er am 25. Juni 1982 Vize-Vorsitzender des Ministerrates und war damit bis zum 19. Dezember 1984 Stellvertreter von Ministerpräsident György Lázár. Zugleich war er von März 1982 bis 1984 abermals Mitglied der Kommission der MSZMP für Propaganda und Agitation und wurde am 10. September 1984 auch Vizepräsident des Nationalen Kulturrates (Országos Közművelődési Tanács).
Anschließend wurde Sarlós am 19. Dezember 1984 als Nachfolger von Antal Apró Präsident des Parlaments und übte dieses Amt bis zu seiner Ablösung durch István Stadinger am 29. Juni 1988 aus. Danach fungierte er noch bis zum 23. Oktober 1989 als Vizepräsident des kollektiven Staatspräsidiums (A Magyar Népköztársaság Elnöki Tanácsa) und damit als Stellvertreter von Staatspräsident Brúnó Straub.

## Veröffentlichungen
- Magyar Népköztársaság érdemérem IV. fokozat (1950)
- Szocialista munkáért érdemérem (1955)
- Munkás-paraszt Hatalomért emlékérem (1957)
- Munka érdemrend arany fokozata (1966, 1970)
- Szocialista hazáért érdemrend (1967)
- Pro Urbe emlékérem (1971)
- Az 1941–1945-ös Nagy Honvédő Háborúban aratott győzelem harmincadik évfordulójára emlékérem (1975)
- Front érdemérem (1976)
- A Magyar Népköztársaság érdemrendje (1981)
- A Lengyel Népköztársaság parlamentjének szolgálatáért érdemrend (1985)